# Mijlpalen van Eygelshoven
De Mijlpalen van Eygelshoven zijn twee fragmenten van mijlpalen uit de Romeinse tijd, die hergebruikt als spolia in de oude Johannes de Doperkerk (het Kleine Kerkje) in Eygelshoven werden aangetroffen.
De mijlpalen stammen beide uit de tijd van keizer Constantijn de Grote (306-312) en stonden oorspronkelijk langs de heirbaan Boulogne-Keulen. De twee fragmenten waren ingemetseld in de fundamenten van de zuidmuur van de kerk en werden na een restauratie in 1939 verwijderd. De fragmenten zijn eigendom van de gemeente Kerkrade. Ze waren eerst tentoongesteld in het streekmuseum in kasteel Erenstein, daarna in het Stadskantoor van Kerkrade en zijn nu in bruikleen afgestaan aan het Thermenmuseum in Heerlen.

## Afbeeldingen

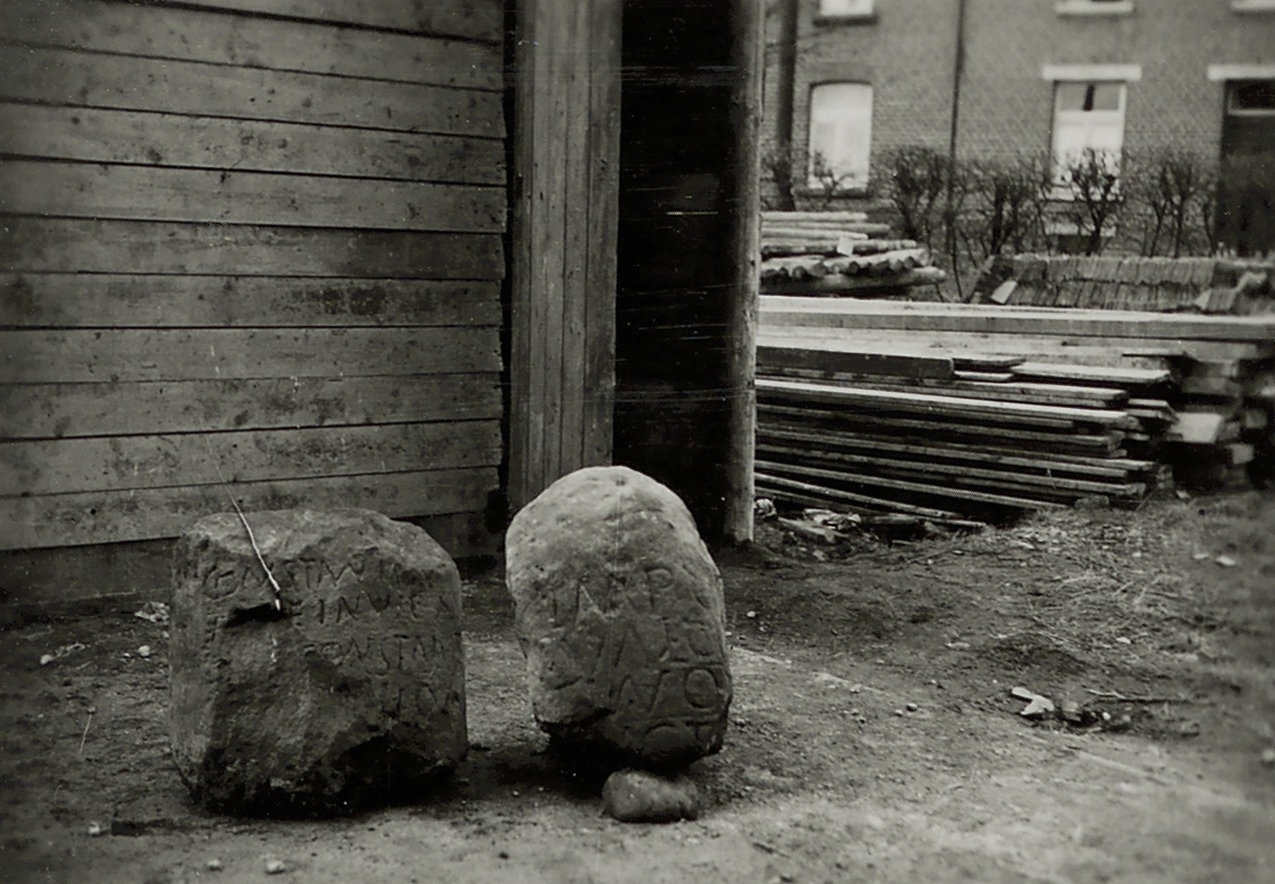
De mijlpalen kort na de opgraving in 1939 (CIL XVII.2 592 links; CIL XVII.2 593 rechts)
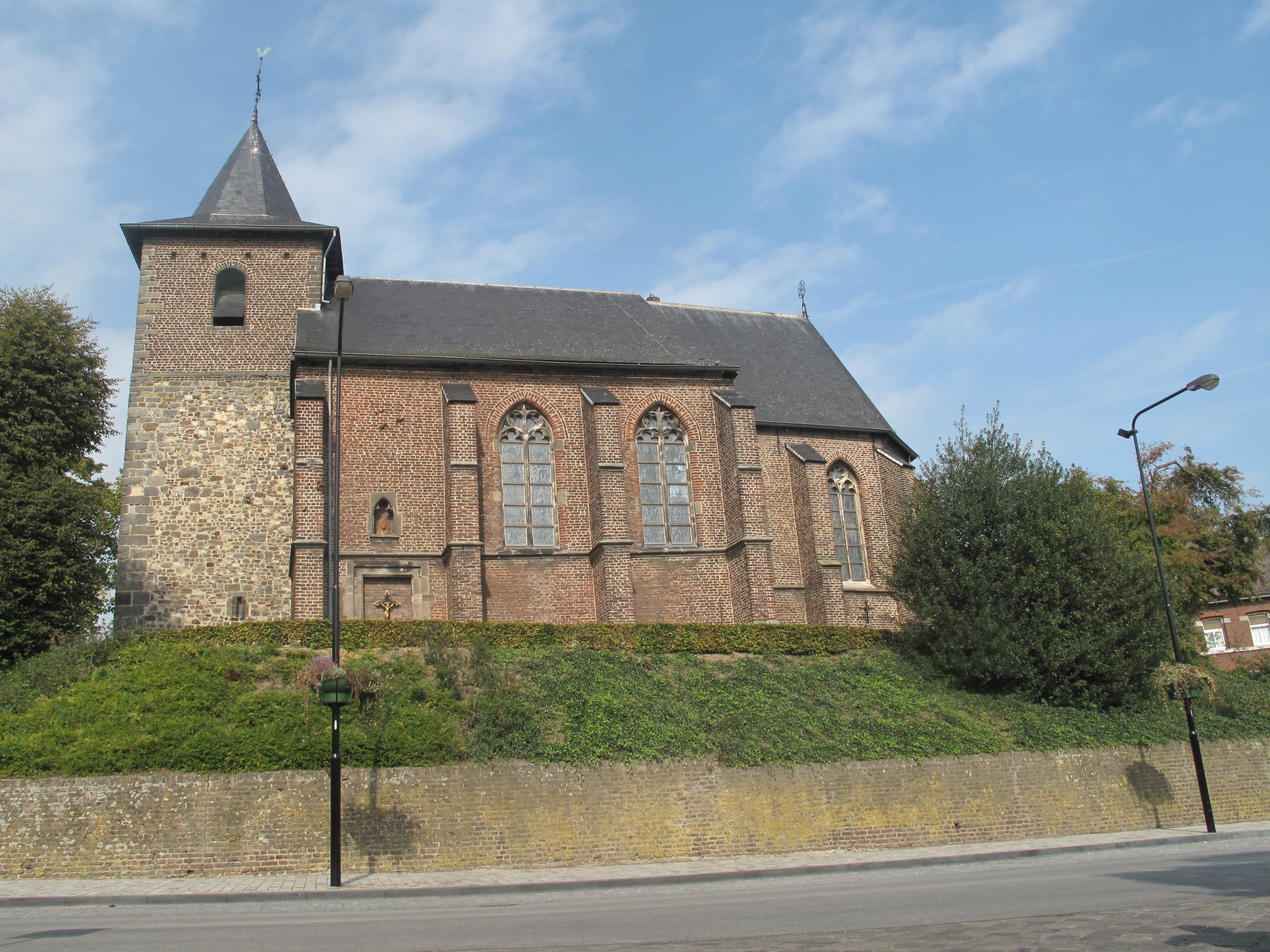
Het Oude Kerkje in Eygelshoven waar de fragmenten werden aangetroffen

Mijlpaal van Beek-Ubbergen · Mijlpalen van Eygelshoven · Mijlpaal van Monster · Mijlpalen van Rijswijk · Mijlpaal van Rimburg · Mijlpalen van het Wateringse Veld